# Liste der Bodendenkmale in Elterlein
In der Liste der Bodendenkmale in Elterlein sind die Bodendenkmale der Stadt Elterlein und ihrer Ortsteile nach dem Stand der Auflistung von Volkmar Geupel aus dem Jahr 1983 aufgelistet. Eventuelle Änderungen und Ergänzungen, insbesondere aus der Zeit nach der Wende, sind nicht berücksichtigt, da für Sachsen aktuell keine neueren allgemein zugänglichen Bodendenkmallisten vorliegen. Die Baudenkmale sind in der Liste der Kulturdenkmale in Elterlein aufgeführt.
| Denkmal-ID | Fundart            | Ortsteil     | Bezeichnung               | Zeitstellung | Lage                                                           | Bemerkungen                                          | Bild |
| ---------- | ------------------ | ------------ | ------------------------- | ------------ | -------------------------------------------------------------- | ---------------------------------------------------- | ---- |
| ?          | Befestigung > Burg | Hermannsdorf | Wehranlage „Hermannsburg“ | Mittelalter  | nördlich des Orts am Ostende der „Singer“- oder „Sängersteine“ | Höhenburg in Spornlage, Schutz seit 28. Oktober 1980 |      |